# Can Guilló (Darnius)
Can Guilló és una masia de Darnius (Alt Empordà) inclosa a l'Inventari del Patrimoni Arquitectònic de Catalunya.

## Descripció
Mas situat a tres quilòmetres i mig del poble, de planta rectangular orientat a migdia. Consta de planta baixa, un pis i golfes. L'accés al primer pis és exterior, i es realitza mitjançant una escala de pedra orientada a llevant. La coberta és a dues vessants. Tot i que el parament està format per pedres sense treballar, les obertures s'han emmarcat amb carreus ben tallats. Davant d'aquesta construcció s'aixeca un altre gran casa, amb planta baixa i dos pisos, que suposem devia destinar-se a quadres, magatzems i residència dels masovers. Ambdues edificacions reflecteixen la reducció de la composició arquitectònica del mas al seu estat primari.